# نادي الجزيرة (السعودية)
نادي الجزيرة بدارين هو نادٍ رياضي يقع في دارين، المملكة العربية السعودية تأسس عام 1386هـ(1966م).